# (25033) 1998 QM32
1998 QM32 (asteroide n.º 25033) es un asteroide del cinturón principal. Posee una excentricidad de 0.12227070 y una inclinación de 11.87992º.
Este asteroide fue descubierto el 17 de agosto de 1998 por LINEAR en Socorro.